# Hisatake Sugi
Hisatake Sugi (杉久武), né le 4 janvier 1976, est un homme politique japonais, conseiller fiscal et expert-comptable américain certifié. Il est membre de la Chambre des Conseillers élu sur les listes du parti Kōmeitō (2 mandats).
Il a été vice-ministre parlementaire des Finances, président de la commission spéciale sur les mesures de lutte contre les catastrophes à la Chambre des conseillers, président de la commission des affaires juridiques de la Chambre des conseillers, vice-président du conseil politique de la Chambre des conseillers du nouveau parti Komeito .

## Biographie
Après avoir fréquenté des écoles primaire et secondaire du réseau Sōka gakkai, il est diplômé de la faculté d'administration des affaires de l'université Sōka en mars 1998. En avril de la même année, il rejoint Chuo Audit Corporation (plus tard Misuzu Audit Corporation ). Après avoir travaillé au département international du bureau de Tokyo et du bureau d'Osaka, il travaille au bureau de Columbus, dans l'Ohio, aux États-Unis, pour PricewaterhouseCoopers. Il rejoint Arata Audit Corporation en juillet 2007. Après avoir travaillé au bureau de Tokyo, il quitte la société en octobre 2012.

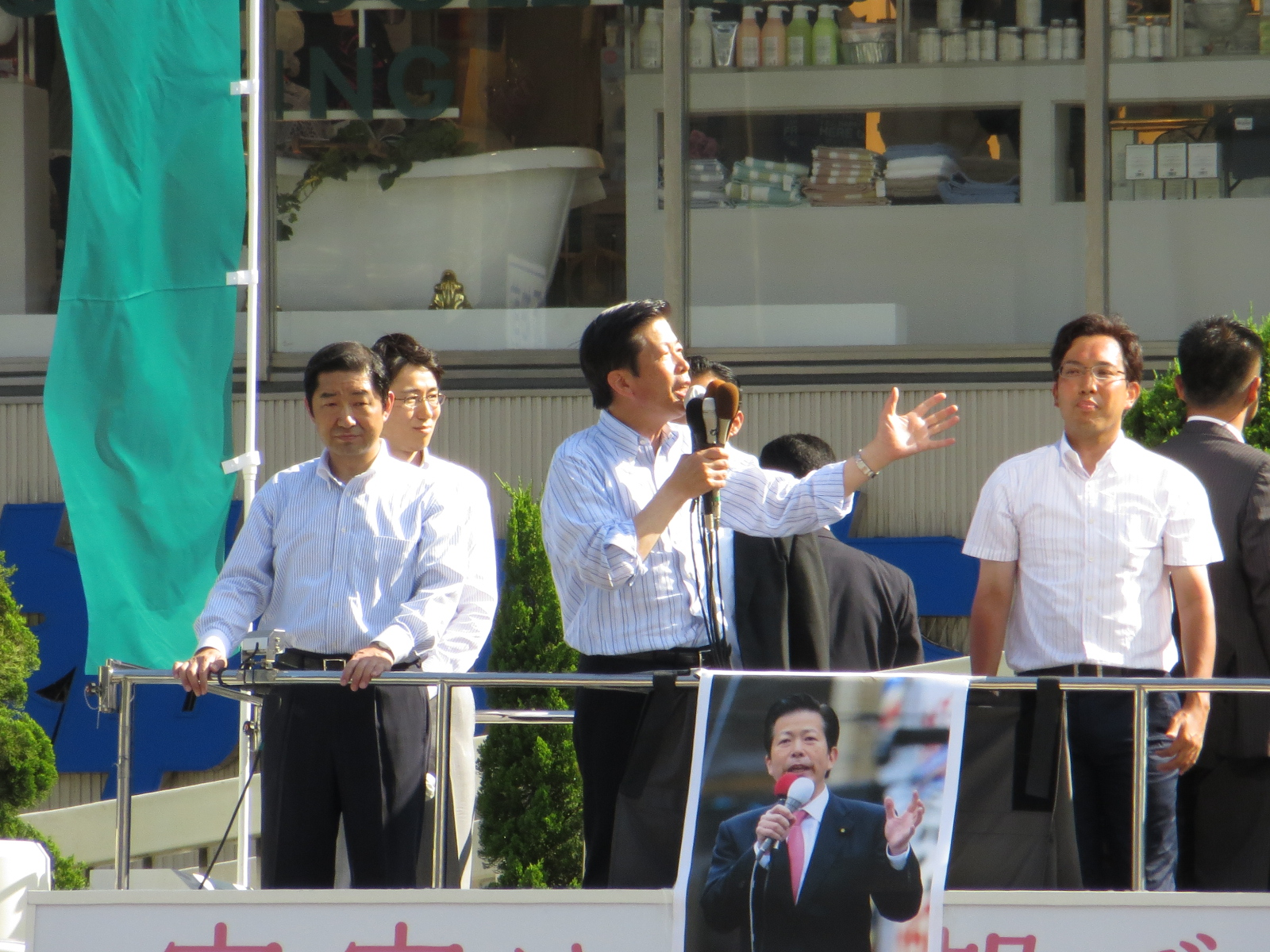
Hisatake Sugi (à droite), pendant les élections de 2013 (au micro, Natsuo Yamaguchi, président du parti Kōmeitō).

Lors des élections à la Chambre des conseillers du Japon de 2013, il est élu pour la première fois, dans la circonscription électorale d'Osaka, se classant troisième.
Le 5 août 2016, il est nommé vice-ministre parlementaire des Finances dans le deuxième cabinet de Shinzo Abe, fonction qu'il garde dans le troisième  cabinet de Shinzo Abe.
Il est réélu lors des élections à la Chambre des conseillers du Japon de 2019.
Lors de la 200e session extraordinaire de la Diète convoquée le 4 octobre 2019, il est nommé président du Comité spécial de lutte contre les catastrophes de la Chambre des conseillers.

## Opinions politiques
Selon ses réponses à une enquête menée par le Mainichi shinbun auprès des candidats pour l'élection de la Chambre des conseillers de 2013 et à une enquête du Asahi shinbun de 2019, voici les opinions politiques de Hisatake Sugi.
- Il est d'accord avec l'introduction de noms de famille séparés pour les couples mariés[4]
- Bien qu'il soit favorable à une révision constitutionnelle, il est contre la modification de l'article 9 de la Constitution[5].
- Il s'oppose à l'exercice du droit de légitime défense collective[5].
- Il soutient que les centrales nucléaires sont nécessaires pour le moment mais devraient être abolies à l'avenir, et il s'oppose à l'exportation de centrales nucléaires à l'étranger[5].
- L'armement nucléaire du Japon ne devrait pas être considéré à l'avenir[5].
- Les déclarations de Murayama et de  Kono ne devraient pas être rescindées[5]